# Ида Австрийска
Ида Австрийска (на немски: Ida von Österreich, Itha; * 1060, † вер. 1101 при Хераклея) е графиня от Форнбах-Рателнберг и чрез женитба маркграфиня на Австрия. Тя е кръстоносец през 1101 г.

## Живот
Тя е дъщеря на дъщеря на Тиемо II († 1040) от Форнбах, или на Рапото IV и Матилда. Според други източник (Cronica Austriae от 1463 г.) тя е дъщеря на римския император Хайнрих III.
Ида се омъжва през 1065 г. за Леополд II Красиви (1050 – 1095) от род Бабенберги, от 1075 г. маркграф на Австрия (Остаричи, баварската Източна марка, Marcha orientalis). Двамата имат осем деца, един син и седем дъщери, които се омъжват за херцози и графове от Каринтия, Бохемия и Германия.
През 1089 г. Ида и Леополд помагат за построяването на бенедиктанския манастир Мелк на мястото на замъка в Източна Австрия. Леополд умира през 1095 г. Ида запазва функцията си.
Ида участва заедно с архиепископ Тиемо от Залцбург в Кръстоносния поход от 1101 г. при херцозите Велф IV от Бавария и Вилхелм IX от Аквитания. В Мала Азия кръстоносците са нападнати от селджуките и разгромени при Хераклея (Ерегли). Херцозите успяват да избягат, а Ида вероятно е убита, според други източници е отвлечена.

## Деца
- Леополд III Свети (1073 – 1136), маркграф на Австрия от 1095
- Елизабет († 1107), омъжена (1082) за Отокар II, маркграф на Щирия († 1122)
- Юдит
- Герберга († 1142), омъжена (1100) за Борживой II, княз на Бохемия († 1124)
- Ида († 1115), омъжена за Лутолд, княз на Моравия († 1112)
- Еуфемия († 1168), омъжена за граф Конрад I фон Пайлщайн († 1168), син на граф Фридрих II фон Тенглинг († 1120)
- София († 1154), омъжена за Хайнрих III, херцог на Каринтия († 1122); втори брак (ок. 1123/1128) за граф Зигхард X фон Шала-Бургхаузен († 1142)
- Аделхайд († 1120) ∞ омъжена (1120) за граф Дитрих II фон Формбах († 1145)